# Fangzahn

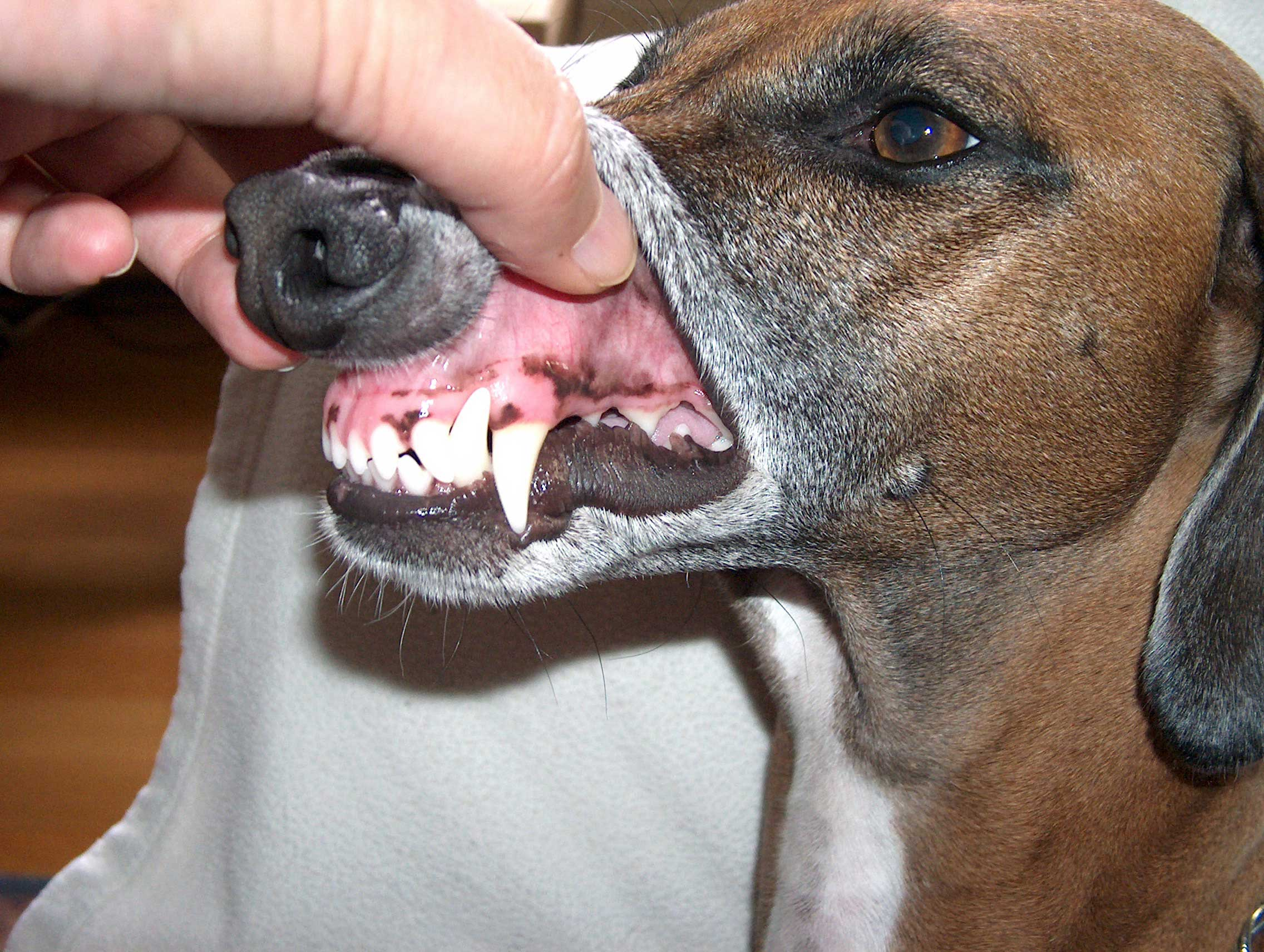
Fangzahn

Als Fangzähne werden die vier Eckzähne eines Raubtier-Gebisses bezeichnet, die besonders stark ausgeprägt sind. Sie sind generell länger als die anderen Zähne und laufen vorne spitz zu. Jeweils zwei liegen im Ober- und im Unterkiefer, wobei sie den Kiefer in den Bereich der Backen- und die weiter vorne liegenden Schneidezähne einteilen. Die Fangzähne werden von Raubtieren benutzt, um sich in der Beute zu verbeißen und ein Entkommen zu verhindern. Sie greifen in einer Zangenbewegung zu und versuchen dabei vitale Teile des Körpers der Beute zu zerstören.
Bei Giftschlangen dienen die Fangzähne als Giftzähne, entweder mit einer Grube oder einem Kanal, in dem das Gift nach außen geleitet wird.